# Яків (Панчук)
Митрополи́т Я́ків (у миру Іва́н Дми́трович Панчу́к; 5 жовтня 1931, Лосятин — 16 березня 2004, Луцьк) — український православний архієрей. Митрополит Луцький і Волинський УПЦ КП.

## Життєпис
Народився в селі Лосятині поблизу Кременця в зоні окупації Польщі. Після Другої світової війни прийняв радянське громадянство. З 1952 по 1955 — служив у Збройних силах СРСР.
1955 року став послушником Свято-Успенської Печерської лаври, а 1957 року вступив до Ленінградської Духовної Семінарії.
29 жовтня 1958 року пострижений у ченці з ім'ям Якова (на честь святого апостола Якова).
4 грудня 1958 року рукоположений у сан ієродиякона архиєпископом Львівським і Тернопільським Паладієм (Камінським).
19 листопада 1961 року рукоположений в сан ієромонаха митрополитом Ленінградським і Ладозьким Гурієм (Єгоровим).
З 1962 по 1966 року навчався в Ленінградській духовній академії, яку закінчив із здобуттям наукового ступеня «кандидат богослів'я».
1969 року зведений в сан ігумена.
8 серпня 1974 року рішенням Святійшого Патріарха Московського Пимена призначений намісником Свято-Успенської Почаївської Лаври Українського екзархату зі зведенням в сан архимандрита.
У 1983 році призначений духівником Красногорського жіночого монастиря міста Золотоноша.
29 квітня 1985 року призначений настоятелем храму Різдва Пресвятої Богородиці у Черкасах Київської єпархії та одночасно виконував обов'язки благочинного Черкаського округу і духівника Київського Покровського жіночого монастиря.

### Шлях до автокефалії
14 грудня 1990 року хіротонізований на єпископа Почаївського за божественною літургією у Володимирському соборі Києва. Хіротонію здійснили: митрополит Київський і всієї України Філарет (Денисенко), митрополит Харківський і Богодухівський Никодим (Руснак), митрополит Одеський і Херсонський Леонтій (Гудімов), митрополит Вінницький і Брацлавський Агафангел (Саввін), архієпископ Чернігівський і Ніжинський Антоній (Вакарик), архієпископ Івано-Франківський і Коломийський Феодосій (Дикун), архієпископ Рівненський і Острозький Іриней (Середній), архієпископ Житомирський і Овруцький Іов (Смакоуз), архієпископ Тернопільський і Кременецький Лазар (Швець), єпископ Сумський і Охтирський Никанор (Юхім'юк), єпископ Донецький і Ворошиловградський Іоанникій (Кобзєв), єпископ Мукачівський і Ужгородський Євфимій (Шутак), єпископ Кіровоградський і Миколаївський Василій (Васильцев), єпископ Волинський і Луцький Варфоломій (Ващук), єпископ Хмельницький і Кам'янець-Подільський Нифонт (Солодуха), єпископ Львівський і Дрогобицький Андрій (Горак), єпископ Дніпропетровський і Запорізький Гліб (Савін), єпископ Сімферопольський і Кримський Василій (Златолинський) єпископ Чернівецький і Буковинський Онуфрій (Березовський) і єпископ Переяслав-Хмельницький Іонафан (Єлецьких).
23 січня 1992 року тимчасово доручено керувати Тернопільською єпархією, де йшов активний процес виходу парафій із Російської православної церкви.
Після Харківського собору, владика Яків, який був єпископом Почаївським і намісником Успенської Почаївської Лаври, підтримав предстоятеля УПЦ КП владику Філарета, а трохи пізніше Філарета підтримав єпископ Львівський Андрій (Горак).
|                                        | Якби не було цього одного архієрея, то Київського патріархату не було б… |
| — Патріарх усієї Руси-України Філарет, |                                                                          |

10 червня 1992 року перепризначений керуючим Тернопільсько-Кременецькою єпархією УПЦ КП, затверджений намісником Почаївської лаври. Отримав сан архієпископа. Але насельники монастиря не підкорилися владиці, позбавили його намісництва, і оголосили розкольником, згодом переїхав до Вінниці, де 30 грудня 1993 тимчасово призначений керуючим Вінницькою єпархією.
12 січня 1995 року призначений керуючим Волинською єпархією УПЦ КП, постійний член Священного Синоду УПЦ Київського Патріархату.
У 2003 році благословив початок відновлення Жидиченського Свято-Миколаївського монастиря.
Помер 16 березня 2004 р. Похований біля стін Свято-Троїцького кафедрального собору Луцька.
Чин похорону очолив Святійший Патріарх Філарет у співслужінні 18 архієреїв і близько 250 священників.

## Нагороди
Удостоєний вищих церковних нагород:
- Орденів Єрусалимської і Румунської Автокефальних Православних Церков;
- Ордену святого рівноапостольного князя Володимира Великого II-го ступеня (1999).